# 巴塞尔锡洛大厦

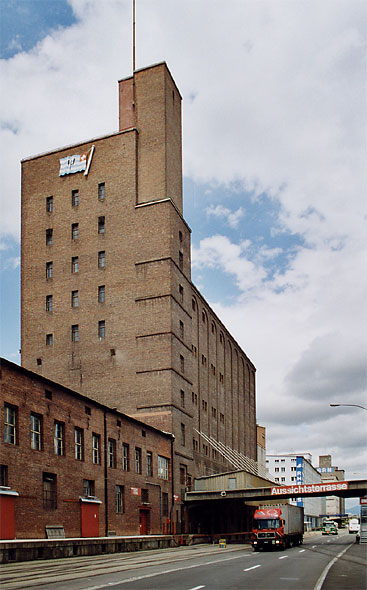
巴塞尔锡洛大厦

巴塞尔锡洛大厦（德语：Siloturm Basel）位于瑞士城市巴塞尔，在莱茵河的港口Kleinhueningen，靠近 Dreilaendereck。锡洛大厦建于1923年由瑞士航运公司。 
其观景台位于52米（约160英尺）的高度，可欣赏到莱茵河、莱茵河港口、巴塞尔市和 Sundgauer hill country的景色。还可以欣赏到远处德国和法国的景致。为此，游客可使用全景地图和望远镜。